# کشی، یغناب
کاشی یعقوب (به لاتین: Kashi, Yaghnob) یک منطقهٔ مسکونی در تاجیکستان است که در ولایت سغد واقع شده‌است.

## خصوصیات
کاشی یعقوب ۲۰ نفر جمعیت دارد و ۲٬۵۳۳ متر بالاتر از سطح دریا واقع شده‌است.